# Polynema auricorpus
Polynema auricorpus är en stekelart som beskrevs av Girault 1917. Polynema auricorpus ingår i släktet Polynema och familjen dvärgsteklar.
Artens utbredningsområde är Tanzania. Inga underarter finns listade i Catalogue of Life.